# Miss Hobbs
Miss Hobbs er en amerikansk stumfilm fra 1920 af Donald Crisp.

## Medvirkende
- Wanda Hawley som Miss Hobbs
- Harrison Ford som Wolff Kingsearl
- Helen Jerome Eddy som Beulah Hackett
- Walter Hiers som George Jessup
- Julanne Johnston som Millicent Farey
- Emily Chichester som Alice Joy
- Frances Raymond som Mrs. Kingsearl
- Jack Mulhall som Percy Hackett